# Кодекс чести (фильм, 2016)
«Кодекс чести» (англ. Code of Honor) — американский боевик режиссёра Майкла Уинника со Стивеном Сигалом в главной роли. Премьера состоялась 6 мая 2016 года. Фильм вышел сразу на DVD.

## Сюжет
Полковник Роберт Сайкс — бывший спецназовец, ныне тайный киллер, уничтожающий уличных бандитов, гангстеров и продажных политиков. Его бывший протеже Уильям Портер объединяется с полицейским департаментом, чтобы остановить Сайкса в его бессудном правосудии.

## В ролях
| Актёр           | Роль                     |
| --------------- | ------------------------ |
| Стивен Сигал    | полковник Роберт Сайкс   |
| Крэйг Шеффер    | майор Уильям Портер      |
| Хелена Маттссон | стриптизёрша Кэри Грин   |
| Луис Мэндилор   | детектив Джеймс Петерсен |
| Джеймс Руссо    | гангстер Романов         |
| Грифф Фёрст     | репортёр Джерри Саймон   |

## Производство
По словам режиссёра и автора сценария Майкла Уинника, он хотел сделать фильм в духе Рэмбо и Жажды смерти; Стивен Сигал ознакомился со сценарием и предыдущими работами Уинника и согласился сыграть главную роль.
Съёмочный процесс проходил в штате Юта (в частности, в городе Солт-Лейк-Сити) и занял всего 20 дней.